# فرودگاه میدان هوایی مموریال
فرودگاه میدان هوایی مموریال (به انگلیسی: Memorial Field Airport) یک فرودگاه همگانی بهره‌برداری هوایی با کد یاتا HOT است که یک باند فرود آسفالت دارد و طول باند آن ۲۰۱۰ متر است. این فرودگاه در کشور ایالات متحده آمریکا قرار دارد و در ارتفاع ۱۶۵ متری از سطح دریا واقع شده‌است.